# Robert Griffier

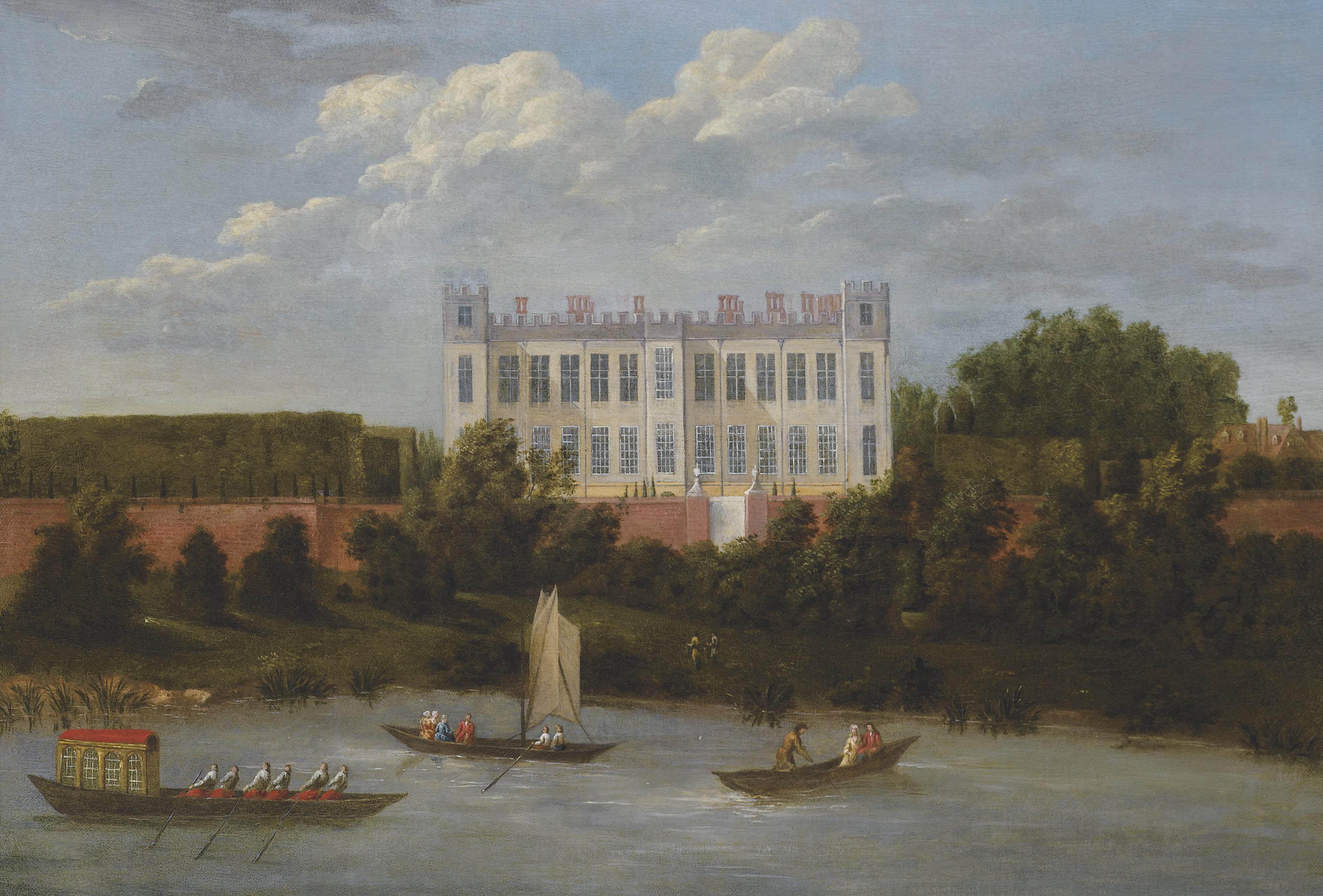
Syon House

Robert Griffier (Engeland, ca. 1675 - Amsterdam, 1736 of later, mogelijk 1750) was een Nederlandse kunstschilder, tekenaar en kunsthandelaar. Hij vervaardigde stadsgezichten, stillevens en vooral landschappen.
Robert Griffier was de oudste zoon van Jan Griffier, die ook zijn leermeester was, en een broer van Jan Griffier, eveneens landschapsschilder. Zijn geboorte- en sterfdata zijn niet exact bekend.
Op het moment dat zijn vader met zijn jacht schipbreuk leed voor de kust van Holland, rond 1695, was Robert niet aan boord. Hij bevond zich op dat moment in Ierland. Wel reisde hij vervolgens naar Nederland om zich bij zijn vader te voegen en bleef daar geruime tijd actief. Toen zijn vader terugkeerde naar Engeland bleef hij achter in Amsterdam, waar hij, zoals Arnold Houbraken meldt: "nu nog de Konst met veel roem oeffent, en zig vermaart maakt met het schilderen van Ryngezichten vol gewoel van fraaije beeltjes en andere vercieringen op de wyze van Herman Zachtleeven."
Na de dood van zijn vader in 1718 reisde hij naar Londen, waar hij ongeveer tien jaar verbleef voordat hij terugkeerde naar Amsterdam.